# 伊胡西

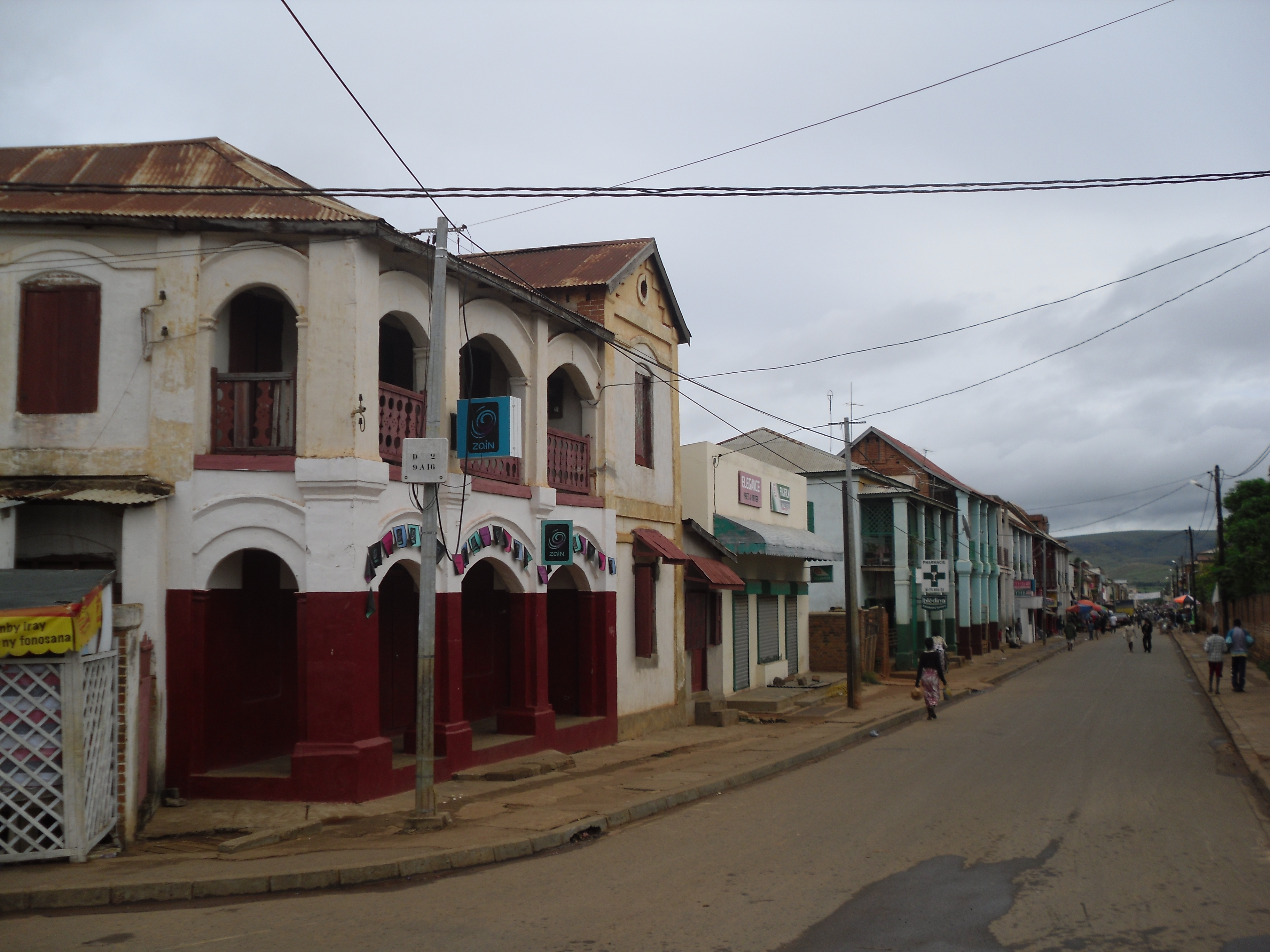
伊胡西

伊胡西是馬達加斯加的城市，也是伊霍羅貝區的首府，位於該國中南部，距離首都塔那那利佛616公里，海拔高度730米，居民主要從事農業，人口約17,000。
22°24′13″S 46°07′33″E / 22.40361°S 46.12583°E